# Juan Antonio Hernández (baloncestista)
Juan Antonio Hernández Cerdán (Madrid, Comunidad de Madrid, España, 4 de junio de 1966) es un exjugador de baloncesto español, que ocupaba la posición de alero. Fue campeón de Liga  y de Copa del Rey con el Real Madrid en el año 1986, aunque con participación testimonial. Luego tuvo una longeva carrera de catorce años, doce de ellos entre Gijón y Huesca.

## Clubes
- Cantera Colegio Ciudad de los Muchachos
- Real Madrid. Categorías inferiores.
- 1985-1986 Real Madrid
- 1986-1988 Gijón Baloncesto
- 1988-1994 Peñas Huesca
- 1994-1997 Gijón
- 1997-1998 C.B.Unión Huesca
- 1998-1999 Pinturas Lepanto Monzón
- 1999-2000 Peñas Huesca

## Palmarés
- Campeón de España Juvenil (1983)
- En la temporada 1988-89 fue incluido en el quinteto ideal de debutantes de la liga ACB por la revista Gigantes del Basquet.
- Campeón de Liga ACB con el Real Madrid (1985-86)
- Campeón de Copa del Rey con el Real Madrid (1985-86)
- Subcampeón Liga EBA con Gijón Baloncesto (1995-96)
- Subcampeón Copa EBA con Gijón Baloncesto (1995-96)
- Medalla de oro en el Campeonato del Mundo Sub-22 (Teruel 1989)
- 3 veces internacional con la Selección absoluta.

## Actualidad
- Es Director gerente en promo-gest Inmobiliaria dedicada a la promoción, gestión y administración de grandes patrimonios y comunidades.
- Secretario general de la Patronal aragonesa de Centros privados de Educación Infantil.
- Ha sido Concejal de comercio y Presidente del Patronato de Turismo en el Ayuntamiento de Huesca durante la legislatura 2003-2007.
- En 2016 crea promogest Audiovisual, empresa dedicada a la producción audiovisual.
- Es coproductor y guionista del cortometraje "Lo saben los Bosques" y director del cortometraje "Lágrimas de Mujer".
- En 2021 ha publicado la novela "Astazus. Los últimos republicanos" (Editorial Letrame).
- Es miembro de APETI y CEDRO.
- Ha colaborado con la cadena Hit Radio como comentarista deportivo y en tertulias de actualidad en Radio Huesca-Cadena Ser y Huesca Televisión.